# Aérodrome d'Aspres-sur-Buëch
 (avril 2025).
L’aérodrome d’Aspres-sur-Buëch (code OACI : LFNJ) est un aérodrome agréé à usage restreint, situé à 3,5 km au sud-ouest d’Aspres-sur-Buëch dans les Hautes-Alpes (région Provence-Alpes-Côte d'Azur, France).
Il est utilisé pour la pratique d’activités de loisirs et de tourisme (aviation légère et aéromodélisme).

## Installations
L’aérodrome dispose de deux pistes en herbe :
- une piste orientée sud-nord (18/36) longue de 895 m et large de 100 ;
- une piste orientée est-ouest (10/28) longue de 650 m et large de 100.

L’aérodrome n’est pas contrôlé. Les communications s’effectuent en auto-information sur la fréquence de 123,500 MHz.
S’y ajoutent :
- une aire de stationnement ;
- des hangars ;

## Activités
- Aéro-club d’Aspres-sur-Buëch
- Bleu Alpin (ULM)
- Aspres Air Plum : club loi 1901 affilié à la FFPLUM fédération des ULM (ultra léger motorisé)